# Méliandou
Méliandou est un village de la préfecture de Guéckédou, dans la région de Nzérékoré sud de la république de Guinée. 

## Santé
Les chercheurs médicaux pensent que le village a été le lieu du premier cas connu de la maladie à virus Ebola lors de l'épidémie de 2013 en Afrique de l'Ouest.
Le patient zéro d'Ebola était Emile Ouamouno un garçon de deux ans décédé en 2013. La mère, la sœur et la grand-mère enceintes du garçon sont également tombées malades avec des symptômes compatibles avec une infection à Ebola et sont décédées. Les personnes infectées par ces victimes ont ensuite propagé la maladie dans d'autres villages,,,.
Avant l'épidémie d'Ebola, les villageois vendaient leurs produits agricoles à la ville voisine de Guéckédou. À partir d'octobre 2014, ils sont stigmatisés et incapables de vendre leurs produits.